# Horai Fossa
L'Horai Fossa è una struttura geologica della superficie di 162173 Ryugu.